# Gruppo di NGC 1103
Il Gruppo di NGC 1103 è costituito da almeno quattro galassie situate nella costellazione dell'Eridano. La distanza media tra il centro di massa di questo gruppo e la nostra Via Lattea è di circa 187 milioni di anni luce (57,3 Mpc).

## Membri
Le galassie componenti il gruppo, nell'ordine indicato nell'articolo di Garcia del 1993, sono elencate nella tabella seguente.
| Nome        | Classificazione | Tipo            | RA (J2000.0)  | DEC (J2000.0) | Velocità radiale (km/s) | Magnitudine apparente | Distanza (Mpc) | Dimensioni (kal) |
| ----------- | --------------- | --------------- | ------------- | ------------- | ----------------------- | --------------------- | -------------- | ---------------- |
| NGC 1081    | SB(s)b?         | Spirale barrata | 02h 45m 05.5s | -15° 35′ 16″  | 3999 ± 3                | 13,3                  | 56,0 ± 3,9     | 88               |
| NGC 1103    | SB(s)b?         | Spirale barrata | 02h 48m 06.0s | -13° 57′ 33″  | 4138 ± 9                | 12,9                  | 58,1 ± 4,1     | 91               |
| IC 1853     | SB(rs)b?        | Spirale barrata | 02h 48m 04.3s | -13° 59′ 35″  | 4140 ± 358              | 13,7                  | 58,1 ± 4,1     | 59               |
| MGC -3-8-37 | SB?             | Spirale barrata | 02h 52m 22.3s | -14° 33′ 15″  | 4057 ± 6                | 15,0481               | 57,0 ± 4,0     | 62               |

Il sito DeepskyLog permette di trovare agevolmente le costellazioni in cui sono situate le galassie; in alternativa si possono utilizzare le coordinate delle galassie per individuarle. Se non altrimenti indicato, le coordinate sono quelle fornite dal sito NASA/IPAC (National Aeronautics and Space Administration / Infrared Processing and Analysis Center).